# Les Vagabonds magnifiques
Les Vagabonds magnifiques est un film romantique français situé dans le monde du cirque et réalisé en 1931 par Gennaro Dini dont c'est le premier long-métrage parlant.

## Fiche technique
- Titre français : Les Vagabonds magnifiques
- Réalisateur : Gennaro Dini
- Scénariste : Gennaro Dini
- Dialoguiste : Jean de Létraz
- Photographie : Albert Duverger
- Cadreur : Émile Pierre
- Musique : Roger Dumas
- Société(s) de production :  Productions de Bitowt
- Pays de production : France
- Langue originale : français
- Format :  Noir et blanc - Son mono
- Genre : Comédie dramatique romantique
- Durée : 84 minutes
- Lieux de tournages : en extérieurs : au Maroc, à Senlis, à Rueil-Malmaison (chapiteau du cirque Rancy) et à Marseille ; en intérieur, aux studios Éclair à Épinay-sur-Seine
- Date de sortie :	
  - France : 21 août 1931

## Distribution
- Harry Krimer : Harold, un fils de famille sans le sou amené à partager la vie d'un cirque
- Nadia Sibirskaïa : Edith, une petite danseuse dont s'éprend Harold, et qui lui rend son amour
- Georges Melchior : Jacques Ferval
- Camille Bardou : Dick
- Marthe Mussine
- Joe Alex
- Géo Forster